# Long Ashton
Long Ashton est un village et une paroisse civile de 5 185 habitants dans le Somerset en Angleterre.

## Personnalités liées
- Gerald Wills (1905-1969), avocat et homme politique britannique y est né